# Gerstaeckerus sikkimensis
Gerstaeckerus sikkimensis is een keversoort uit de familie zwamkevers (Endomychidae). De wetenschappelijke naam van de soort werd in 1971 gepubliceerd door Strohecker.